# クラスノセリクプ
クラスノセリクプ (ロシア語: Красноселькуп)とは、ロシア連邦ヤマロ・ネネツ自治管区クラスノセリクプ地区クラスノセリクプ農村居住区域にある村。人口は3,907人（2017年）。